# 小行星6271
小行星6271（英語：6271 Farmer）是一颗围绕太阳公转的小行星。1991年7月9日，埃莉諾·赫琳在帕洛马山发现了此天体。
这颗小行星的绝对星等为342.8399284177287等。